# Paloma Tortajada
Paloma Tortajada   (Saragossa, 9 d'agost de 1969 - Madrid, 25 d'abril de 2019) va ser una periodista, locutora de ràdio i presentadora de televisió aragonesa.
Va iniciar la seva carrera a Antena 3 Radio i el 1992 va traslladar-se a Madrid per treballar a la Cadena SER on va treballar amb Iñaki Gabilondo al programa Hoy por hoy i amb José Antonio Marcos a Hora 14. El 2006 va deixar la ràdio per treballar a CNN+ i Cuatro, on va arribar a ser cap de societat.
Entre 2009 i 2011 va ser cap de premsa del Ministeri d'Educació amb el ministre Ángel Gabilondo. Posteriorment va treballar a la Cadena Cope i a Aragón TV, on presentava el programa Tal como somos.
Va morir a Madrid el 2019 amb 49 anys, com a conseqüència d'un càncer.